# Karlsruhe (Dakota du Nord)
Pour la ville allemande, voir Karlsruhe.
La ville de Karlsruhe (en anglais [ˈkɑrlsruː]) est située dans le comté de McHenry, dans l’État du Dakota du Nord, aux États-Unis. Lors du recensement de 2010, sa population s’élevait à 82 habitants, en baisse par rapport à 2000 (119 habitants). Karlsruhe fait partie de l’agglomération de Minot.

## Démographie
| 1930 | 1940 | 1950 | 1960 | 1970 | 1980 |
| ---- | ---- | ---- | ---- | ---- | ---- |
| 258  | 289  | 282  | 221  | 172  | 164  |

| 1990 | 2000 | 2010 | - | - | - |
| ---- | ---- | ---- | - | - | - |
| 143  | 119  | 82   | - | - | - |

## Source
- (en) Cet article est partiellement ou en totalité issu de l’article de Wikipédia en anglais intitulé « Karlsruhe, North Dakota » (voir la liste des auteurs).